# Artiom Dołgopiat
Artiom Dołgopiat (hebr. ‏ארטיום דולגופיאט‎; ur. 16 czerwca 1997 r. w Dniepropietrowsku na Ukrainie) – izraelski gimnastyk pochodzenia ukraińskiego, medalista olimpijski, dwukrotny srebrny medalista mistrzostw świata i dwukrotnie mistrzostw Europy.
W wieku 12 lat przeprowadził się do Izraela. Języka hebrajskiego nauczył się, chodząc na siłownię.

## Kariera
W 2017 roku na mistrzostwach świata w Montrealu zdobył srebrny medal w ćwiczeniach wolnych. Rok później ten sam sukces osiągnął podczas mistrzostw Europy w Glasgow.
Na mistrzostwach Europy w Szczecinie ponownie zdobył srebrny medal w ćwiczeniach wolnych, przegrywając z Arturem Dałałojanem. W październiku tego samego roku obronił tytuł wicemistrza świata w Stuttgarcie w ćwiczeniach wolnych. Przegrał jedynie z Filipińczykiem Carlosem Yulo o 0,1 pkt.
W 2021 roku wziął udział w Letnich Igrzyskach Olimpijskich 2020 w Tokio, gdzie w konkurencji ćwiczeń wolnych mężczyzn zdobył złoty medal. W 2024 roku na igrzyskach w Paryżu w konkurencji ćwiczeń wolnych mężczyzn zdobył srebrny medal, przegrywając z Carlosem Yulo.